# Lipan (Teksas)
Lipan – miasto w Stanach Zjednoczonych, w stanie Teksas, w hrabstwie Hood.